# Телеш, Руан
Руан Рибейру Телеш (порт.-браз. Ruan Ribeiro Teles; род. 23 октября 1997, Бразилия) — бразильский футболист, полузащитник.

## Карьера
Футбольную карьеру начал в 2015 году в составе клуба «Тупи».
В начале 2019 года стал игроком португальского клуба «Маритиму Б».
В начале 2021 года перешёл в румынский клуб «Арджеш».
В начале 2022 года подписал контракт с казахстанским клубом «Каспий».

## Клубная статистика
| Игровая карьера | Игровая карьера | Игровая карьера | Лига | Лига | Кубок | Кубок | Межд. | Межд. | Др. | Др. |
| --------------- | --------------- | --------------- | ---- | ---- | ----- | ----- | ----- | ----- | --- | --- |
| 2017            | Тупи            | ?               | 8    | 1    | —     | —     | —     | —     | —   | —   |
| 2020            | Вила-Нова       | ?               | 5    | 0    | —     | —     | —     | —     | —   | —   |
| 2020/21         | Арджеш          | А               | 6    | 0    | —     | —     | —     | —     | —   | —   |
| 2021/22         | Арджеш          | А               | 11   | 0    | 2     | 0     | —     | —     | —   | —   |
| 2022            | Каспий          | A               | 2    | 0    | —     | —     | —     | —     | —   | —   |